# Léon Didier

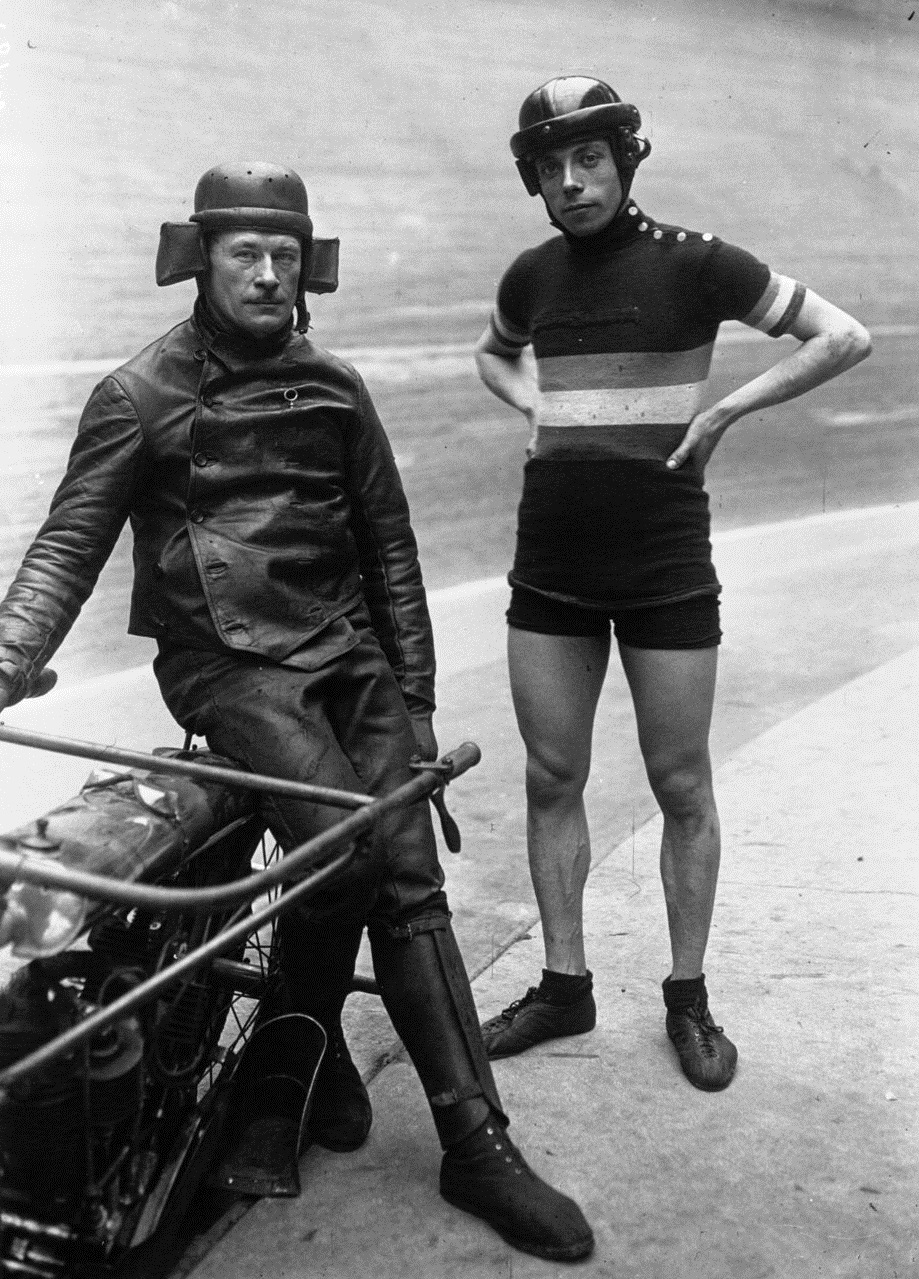
Léon Didier (l.) als Schrittmacher von Robert Grassin (1923)

Léon Didier (* 7. Juli 1881 in Vanves; † 28. Oktober 1931 in Aulnay-sous-Bois) war ein französischer Radrennfahrer und Schrittmacher.
Erst im Alter von 29 Jahren wurde Léon Didier Profi-Rennfahrer, zunächst als Sprinter, damals „Flieger“ genannt, und auf dem Dreirad. Nach einem Jahr spezialisierte er sich auf Steherrennen. 1921 wurde er französischer Meister in dieser Disziplin, nachdem er im Jahr zuvor schon Vizemeister geworden war. Nach seinem Rücktritt als Radsportler wurde er ein gefragter Schrittmacher. Einer der Fahrer, den er regelmäßig führte, war der Steher-Weltmeister von 1925, Robert Grassin.